# 11338 Schiele
11338 Schiele eller 1996 TL9 är en asteroid i huvudbältet som upptäcktes den 13 oktober 1996 av de båda tjeckiska astronomerna Miloš Tichý och Jana Tichá vid Kleť-observatoriet. Den är uppkallad efter konstnären Egon Schiele.
Asteroiden har en diameter på ungefär 6 kilometer.